# Renate Riek
Pour les articles homonymes, voir Riek.
Renate Riek est une joueuse allemande de volley-ball née le 11 mars 1960 à Stuttgart (Allemagne). Elle mesure 1,70 m et joue passeuse. Elle totalise 518 sélections en équipe d'Allemagne.

## Clubs
| Club          | Pays      | De        | À         |
| ------------- | --------- | --------- | --------- |
| Tus Stuttgart | Allemagne | 1974-1975 | 1979-1980 |
| SV Lohhof     | Allemagne | 1980-1981 | 1983-1984 |
| CJD Feuerbach | Allemagne | 1984-1985 | 1991-1992 |
| TSV Tübingen  | Allemagne | 1992-1993 | 1995-1996 |
| MTV Stuttgart | Allemagne | 1996-1997 | 2006-2007 |
| VC Stuttgart  | Allemagne | 2007-2008 | 2008-2009 |

## Palmarès

### Clubs
- Ligue des champions

Vainqueur :
- Championnat d'Allemagne

Vainqueur : 1982, 1983, 1984, 1989, 1990, 1991
- Coupe d'Allemagne

Vainqueur : 1982, 1983, 1984, 1987, 1988, 1989, 1990